# Fan Chiao-Wen
Fan Chiao-Wen (2 de julio de 1982) es una deportista taiwanesa que compitió en taekwondo. Ganó una medalla de plata en el Campeonato Asiático de Taekwondo de 2002 en la categoría de –72 kg.

## Palmarés internacional
| Representando a China Taipéi |                 |                  |           |
| Campeonato Asiático          |                 |                  |           |
| Año                          | Lugar           | Medalla          | Categoría |
| 2002                         | Amán (Jordania) | Medalla de plata | –72 kg    |